# OGLE-2005-BLG-169L
OGLE-2005-BLG-169L est une étoile, située dans la constellation du Sagittaire. En 2006, une exoplanète, OGLE-2005-BLG-169L b, fut détectée autour de cette étoile.

## Caractéristiques
OGLE-2005-BLG-390L est une étoile de la séquence principale, probablement une naine rouge moitié moins massive que le Soleil. Les autres possibilités sont une naine blanche, voire une étoile à neutrons ou un trou noir.

## Système planétaire
| Planète              | Masse    | Demi-grand axe (ua) | Période orbitale (jours) | Excentricité | Inclinaison | Rayon |
| -------------------- | -------- | ------------------- | ------------------------ | ------------ | ----------- | ----- |
| OGLE-2005-BLG-169L b | 0,041 MJ | 2,7                 | ~3 300                   |              |             |       |

OGLE-2005-BLG-169L possède une exoplanète, OGLE-2005-BLG-169L b, de type Super-Terre ou Neptune froid, découverte en 2006 par la méthode des microlentilles gravitationnelles.